# Rheotanytarsus shebelensis
Rheotanytarsus shebelensis är en tvåvingeart som beskrevs av Harrison 2004. Rheotanytarsus shebelensis ingår i släktet Rheotanytarsus och familjen fjädermyggor.
Artens utbredningsområde är Etiopien. Inga underarter finns listade i Catalogue of Life.